# Titan Saturn System Mission
Titan Saturn System Mission byl společný návrh programu americké NASA a evropské ESA na výzkum Saturnu a jeho měsíců Titanu a Enceladu. Projekt měl navazovat na výzkum sondy Cassini, která odhalila mnoho zajímavých jevů. Odhadované náklady byly 2,5 miliardy amerických dolarů. Mise měla začít v roce 2020 a za pomoci gravitačního praku u Země a Venuše doletět k Saturnu v roce 2029. Primární mise měla trvat čtyři roky, z toho dva roky prohlídka Saturnu, dva měsíce odběr vzorků z atmosféry Titanu a 20 měsíců zkoumání Titanu z oběžné dráhy.
V roce 2009 dostala přednost mise k Jupiteru a jeho měsícům, mise Titan Saturn System Mission bude ale i nadále studovaná s případným pozdějším datem startu.

## Původ a status
Mise Titan Saturn System Mission byla oficiálně založena v roce 2009 sloučením návrhu mise ESA Titan and Enceladus Mission a návrhu mise NASA Titan Explorer. Plány slučující oba návrhy se však dají vypátrat až do roku 2008. Mise soutěžila o financování s projektem Europa Jupiter System Mission, který v roce 2009 dostal přednost před výzkumem Saturnu. Avšak bylo oznámeno, že Titan Saturn System Mission bude i nadále studovaná s tím, že by se start mohl uskutečnit později, někdy ve 20. letech 21. století. Byla vypracována podrobná zpráva hodnotící jednotlivé prvky mise, stejně jako specifický koncept Titan Mare Explorer, počítající s přistáním v některém z jezer na Titanu, s potenciálem stát se součástí mise.
V roce 2016 plány na uskutečnění mise stále existují, počítají se startem na nové americké superraketě SLS.

## Přehled mise
Bylo plánováno, že se mise bude skládat z orbitální části a dvou sond ke zkoumání Titanu. Konkrétně mělo jít o horkovzdušný balón, který se měl vznášet v atmosféře a přistávací modul, který měl dosednout v jednom z jezer nebo moří měsíce Titanu.
Data z obou sond měla být přenášena na orbitální sondu. Ta měla být vybavena radarem pro profilování povrchu, nástroji na zobrazování nebo sadou pro výzkum atmosféry. Mělo tak být provedeno komplexnější měření než u sondy Cassini.
Sonda měla použít několik gravitačních manévrů u jiných planet k příletu k Saturnu. Základní návrh předpokládal vypuštění v roce 2020 následovaný čtyřmi gravitačními praky, dvěma u Země a dvěma u Venuše. Přílet k Saturnu byl naplánován na rok 2029. Startovací okno v roce 2020 je jedním z možných oken mezi roky 2018 a 2022. Současné plány NASA nedávají této misi k Saturnu prioritu, ale je možné, že v některém ze startovacích oken ve 20. letech 21. století může být sonda vypuštěna.
Po příletu k Saturnu v roce 2029 měl chemický motor sondy umístit orbiter na oběžné dráze kolem Saturnu, kde měla proběhnout dva roky trvající část mise při níž měla sonda obíhat Saturn. Tato část mise měla zahrnovat nejméně 7 průletů kolem Enceladu a 16 kolem Titanu. Tyto průlety při nichž by na sondu působila gravitace měsíců měly sondě pomoci k navedení na oběžnou dráhu kolem Titanu. Tato část mise měla být ukončena blízkým průletem kolem Enceladu při němž měla sonda zkoumat neobvyklé kryovulkanické chocholy na jižním pólu měsíce.
Při prvním průletu kolem Titanu měl být do atmosféry měsíce vypuštěn horkovzdušný balón, který měl balisticky sestoupit a následně létat po dobu šesti měsíců v atmosféře. Balónová sonda měla být schopná za dobu své životnosti alespoň jednou obletět celý měsíc ve výšce asi 10 km nad povrchem a v oblasti kolem 20 stupňů zeměpisné šířky.

### Přistání na Titanu
V souvislosti s plánovaným přistáním v některém z jezer na Titanu bylo předloženo mnoho návrhů. Jedním z nejvíce rozpracovaných byl Titan Mare Explorer, který byl původně navržen jako samostatná mise, avšak mohlo dojít k jeho odložení a začlenění do mise Titan Saturn System Mission. Přistávací modul měl být vypuštěn při druhém průletu kolem Titanu. Vzhledem k husté atmosféře měsíce a vzdálenosti od Slunce by přistávací modul nemohl mít solární panely, ale musel by spoléhat na radioizotopový generátor, stejný typ generátoru měl být posléze využit i na jiných misích. Přistání mělo proběhnout do oblasti Ligeia Mare, severního polárního moře kapalných uhlovodíků na asi 80 stupních severní šířky. Sonda měla podobně jako modul Huygens v roce 2005 sestupovat na padácích. V průběhu sestupu a několik hodin po sestupu měla analyzovat vzorky atmosféry. Hlavní funkcí přistávací sondy měl být ale odběr vzorků a analýza organických látek na povrchu měsíce po dobu 3 až 6 měsíců. Jednalo by se o první zkoumání mimozemského moře přímo z povrchu.

## Cíle mise
Hlavní cíle mise Titan Saturn System Mission lze shrnout do čtyř kategorií:
- Prozkoumat systém Měsíce Titan
- Prozkoumat organické látky na Titanu a jeho astrobiologický potenciál
- Objevit omezení vzniku a vývoje Titanu
- Získat informace o Enceladu a magnetosféře Saturnu.

Na Titanu byl vědeckým cílem mise průzkum složení povrchu a geografické rozložení různých organických látek, cyklus metanu a průzkum nádrží metanu. Dále průzkum geologie měsíce, tedy zda na měsíci stále aktivně probíhá kryovulkanismus či tektonika nebo zda probíhaly ve více aktivní minulosti. Měl by rovněž probíhat průzkum přítomnosti či nepřítomnosti čpavku, magnetického pole a podpovrchového oceánu. Rovněž měl probíhat průzkum horních vrstev atmosféry (400-900 km) v nichž se tvoří komplexní ionty. Tyto výšky nebyly sondou Cassini dostatečně prozkoumány. Kromě toho by sonda měla pomoci pochopit sezónní změny atmosféry a rovněž dlouhodobý únik látky z atmosféry do vesmíru.
Přistávací modul by měl dosednout v metanovém moři na severní polokouli v místě nazvaném Ligeia Mare. Předpokládá se že metanový cyklus na Titanu je analogický zemskému vodnímu cyklu, pracuje však s metanem existujícím v kapalné a plynné fázi. Přistávací modul by mohl přímo pozorovat metanový cyklus měsíc a pomoci pochopit jeho podrobnosti a rozdíly oproti vodnímu cyklu na Zemi. K zodpovězení navíc zůstává otázka zdrojů redistrubuce metanu do atmosféry. Titan je postaven na organické činnosti, která stále funguje a nálezy sondy Cassini ukazují, že Titan je světem stvořeným atmosférickými a geologickými procesy, které jsou z celé sluneční soustavy nejvíce analogické procesům na Zemi. Kromě toho, sonda Cassini objevila náznaky existence velkého podpovrchového oceánu, který by měl být ukrytý hluboko pod povrchem a který by se mohl skládat z kapalné vody. V případě uskutečnění mise Titan Saturn System Mission by šlo o první misi určenou k rozsáhlému a interdisciplionárnímu průzkumu aktivní organické chemie a podnebí na povrchu, na mořích i v atmosféře na jiném tělese než Země.